# Plecionkarstwo

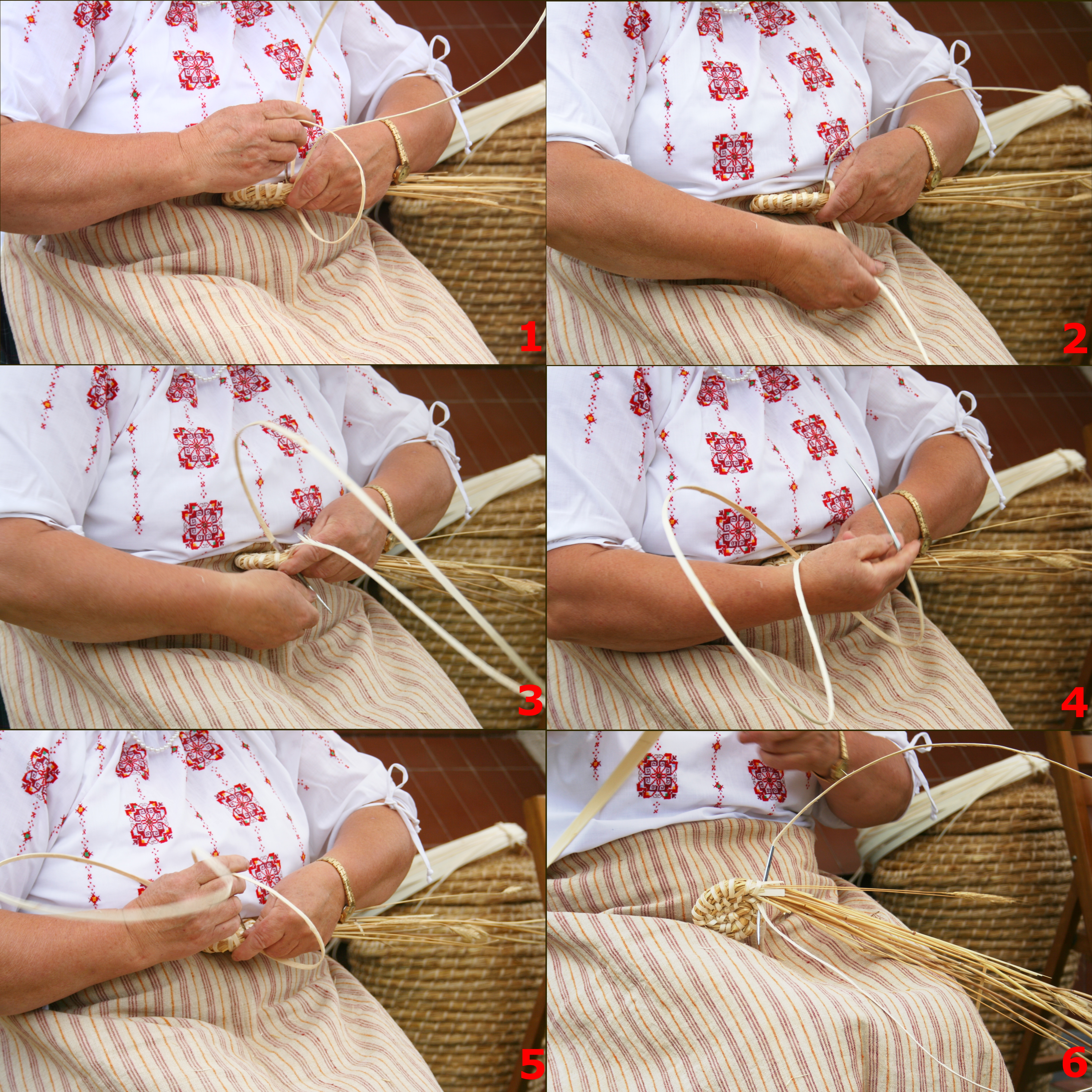
Wyrabianie kosza z plecionki podczas festynu etnograficznego w Muzeum Kultury Białoruskiej w Hajnówce

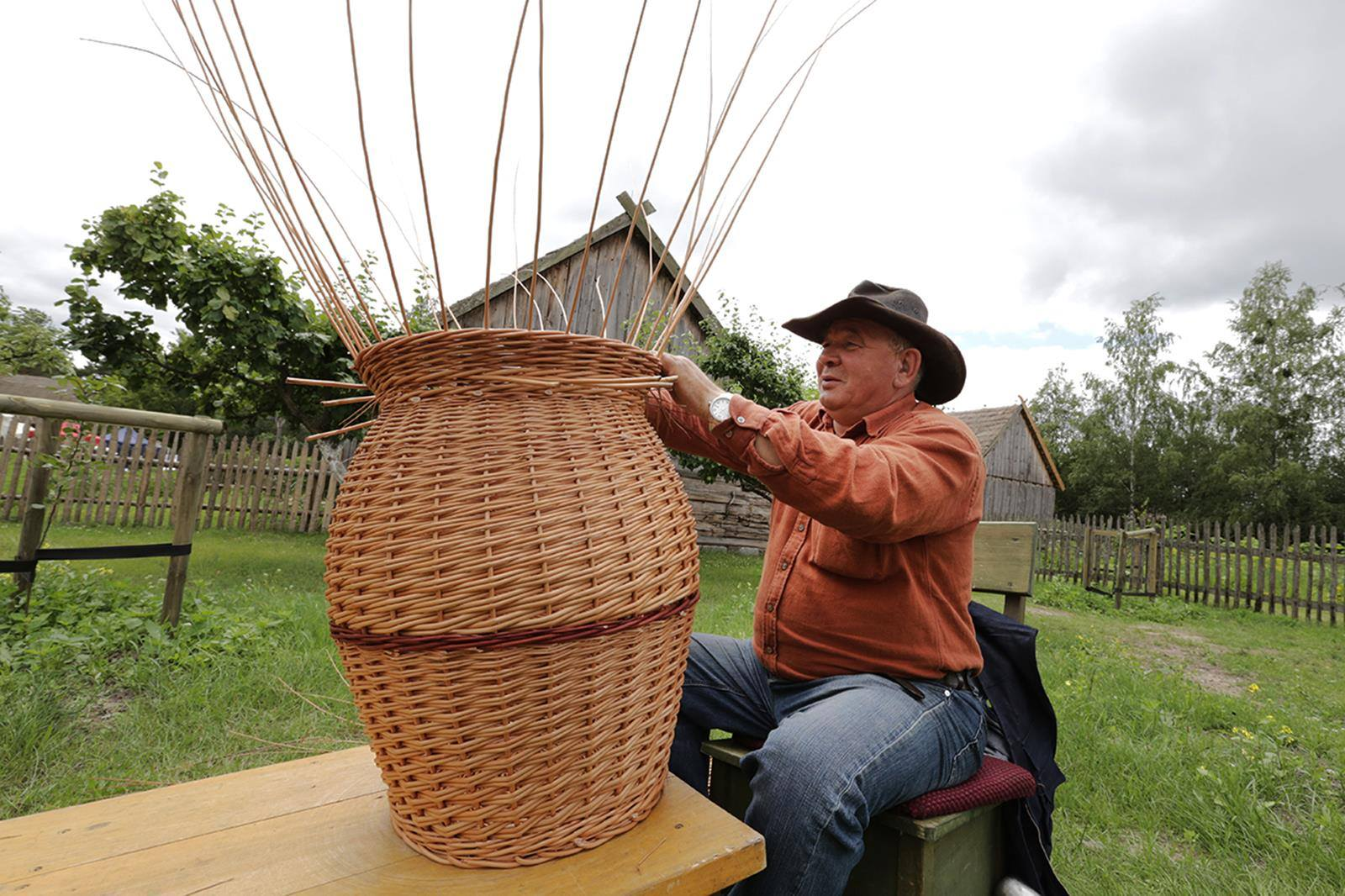
Wytwarzanie kosza z wikliny podczas jarmarku w Muzeum we Wdzydzach Kiszewskich

Plecionkarstwo – rzemiosło polegające na wyrobie wszelkiego rodzaju plecionek ze słomy, wikliny, rafii, rogożyny, rotangu, bambusa, słomy ryżowej, włókien kokosowych i sizalowych itp. Nazwa ta odnosi się także do wyplatania sprzętów ozdobnych i użytkowych, m.in. koszy. Rzemiosło znane od czasów prehistorycznych, także w zakresie wyrobu plecionek ozdobnych. Plecionkarstwo w Polsce zostało wpisane na Krajową Listę niematerialnego dziedzictwa kulturowego decyzją z dnia 10 lipca 2018 roku. 
Definicje podstawowych nazw używanych w plecionkarstwie:
Materiał plecionkarski – materiał pochodzenia naturalnego; najczęściej roślinnego (np. wiklina, słoma, rogożyna, gałązki brzozowe) lub sztucznego (np. techno rattan); spełniający w wyrobie rolę tworzywa konstrukcyjnego (osnowy) lub tworzywa wyplotowego (wątku).
Tworzywo konstrukcyjne – materiał do wykonywania elementów konstrukcyjnych wyrobów, występuje przeważnie jako osnowa. Najczęściej stosowanym tworzywem konstrukcyjnym są pręty i kije wiklinowe, rotangowe, bambusowe. Stosuje się również drewno, drut, pręty i rurki metalowe oraz z tworzyw sztucznych.
Tworzywo wyplotowe- materiał do wyplatania ścianek boków wyrobu. Występuje przeważnie jako wątek. Najczęściej stosowanym tworzywem wyplotowym są pręty i taśmy wiklinowe, rotangowe, rogożyna, słoma, rafia, trzcina. Stosuje się również taśmy, sznurki, rurki papierowe i sztuczne.
Osnowa – element konstrukcyjny lub nośny, stanowiący szkielet uformowanego wyrobu.
Wątek – tworzywo wyplotowe do wypełniania przestrzeni między osnowami.
Splot – sposób wzajemnego przeplatania się osnowy i wątku, lub tylko osnowy w wyrobach plecionkarskich.